# Felix Grundy
Felix Grundy (19 dicembre 1777 – Nashville, 8 novembre 1840) è stato un politico statunitense.

## Biografia
Fu il 14º procuratore generale degli Stati Uniti durante la presidenza di Martin Van Buren (8º presidente).
Nato nella Contea di Berkeley nella Virginia Occidentale, fu anche senatore degli Stati Uniti dello stato del Tennessee.

## Riconoscimenti
Esistono 4 diverse Contee di Grundy così chiamate in suo onore.